# Кременчуцька обласна станція переливання крові

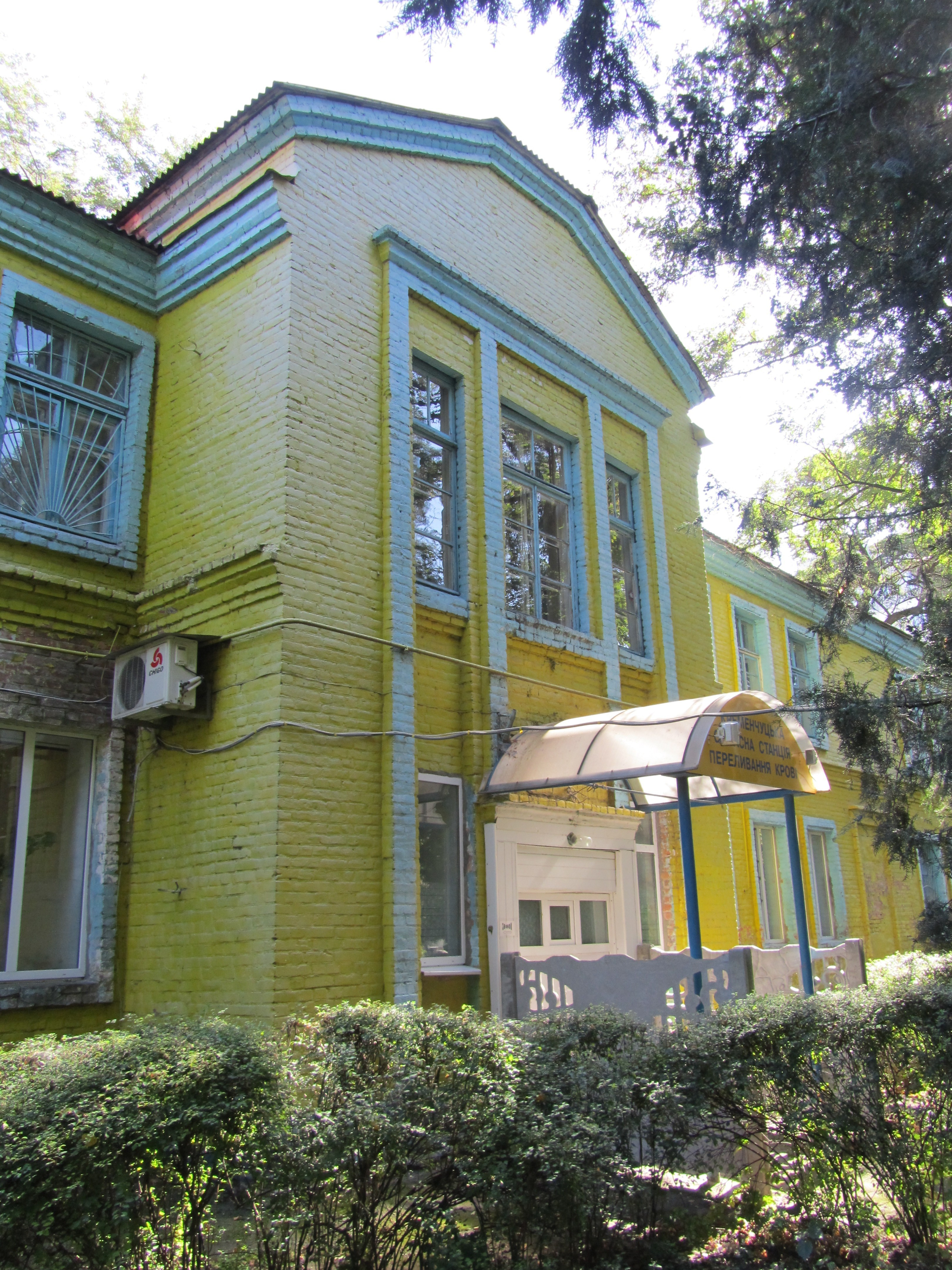
Фасад головної будівлі

Кременчуцька обласна станція переливання крові (КрОСПК) — організаційно-методичний центр з питань служби крові трансфузіологічної допомоги населенню. Контролює роботу відділень переливання крові закріпленого регіону: міста  Комсомольск і  Глобинський та Козельщинський райони. Знаходиться станція переливання крові у місті Кременчуці Полтавської області, за адресою вул. Івана Мазепи, 8.
Станція переливання крові має вищу акредитаційну категорію. Діяльність станції спрямована на заготівлю крові та її компонентів  для задоволення потреб лікувальних закладів міста та прилеглого регіону. Розрахована станція на 40 донацій у день. Заготівля крові становить 4100 літрів на рік.
Головними завданнями станції є:
- забір крові від донорів
- переробка крові на компоненти
- забезпечення компонентами та препаратами крові лікувально-профілактичних закладів міста та прилегих районів
- надання консультаційної допомоги ліквальним закладам з питань трансфузіології та переливання крові, посттрансфузійних ускладнень

## Історія
Переливання крові як лікувальний метод у Кременчуці виникло у 30-х роках XX століття на базі 1-ї міської лікарні, де знаходилося перше відділення переливання крові. Його організаторами були акушер-гінеколог Є. С. Ольшанецький (у майбутньому професор кафедри акушерства та гінекології Київського медичного інституту) та хірург, кандидат медичних наук М. А. Диканський.
У 1975 році наказом Обласного відділу охорони здоров'я № 301 від 25 грудня та Кременчуцького міського відділу охорони здоров'я за № 160 від 31 грудня було створено міську станцію переливання крові IV категорії, що заготовляла до 1500 літрів крові, до 500 літрів плазми та 30 літрів стандартних сироваток. Очолив станцію головний лікар О. Д. Удальцов. А далі розпочату справу продовжила Віолета Василівна Зинов'єва.
У процесі реконструкції СПК відкриваються її нові виробничі підрозділи. Так у 1976 році розпочато виготовлення ізогематоглютинуючих сироваток (зав. лаболаторією стандартних сироваток — Бабенцова Н. П.), у 1977 році почалось виробництво антирезусних сироваток (зав. лаболаторією Зінов'єва В. В.).
У 1979 році відкрито лаболаторію з виготовлення препарату крові — амінокровін, а у 1980 році перейшли на нову технологію виготовлення освітленого амінокровіну (зав. лаболаторією Черепанова Л. Є.)
У 1980 році було розпочато виготовлення нового на той час препарату «суха плазма», а з 1982 року налогоджено випуск антистафілококової сухої плазми та кріопреципітату (зав. відділенням сухої плазми — Кремінь С. Г.).
Вперше в області на КОСПК у 1977 році впроваджено методику визначення у крові доноров HB-гепатиту з метою виявлення вірусного гепатиту. А в 1988 році відкрилася лабораторія діагностики СНІДу (зав. лабораторією Якубова Г. С.).
З 2002 року проводиться забір крові методом плазмоферезу.

## Структурні підрозділи

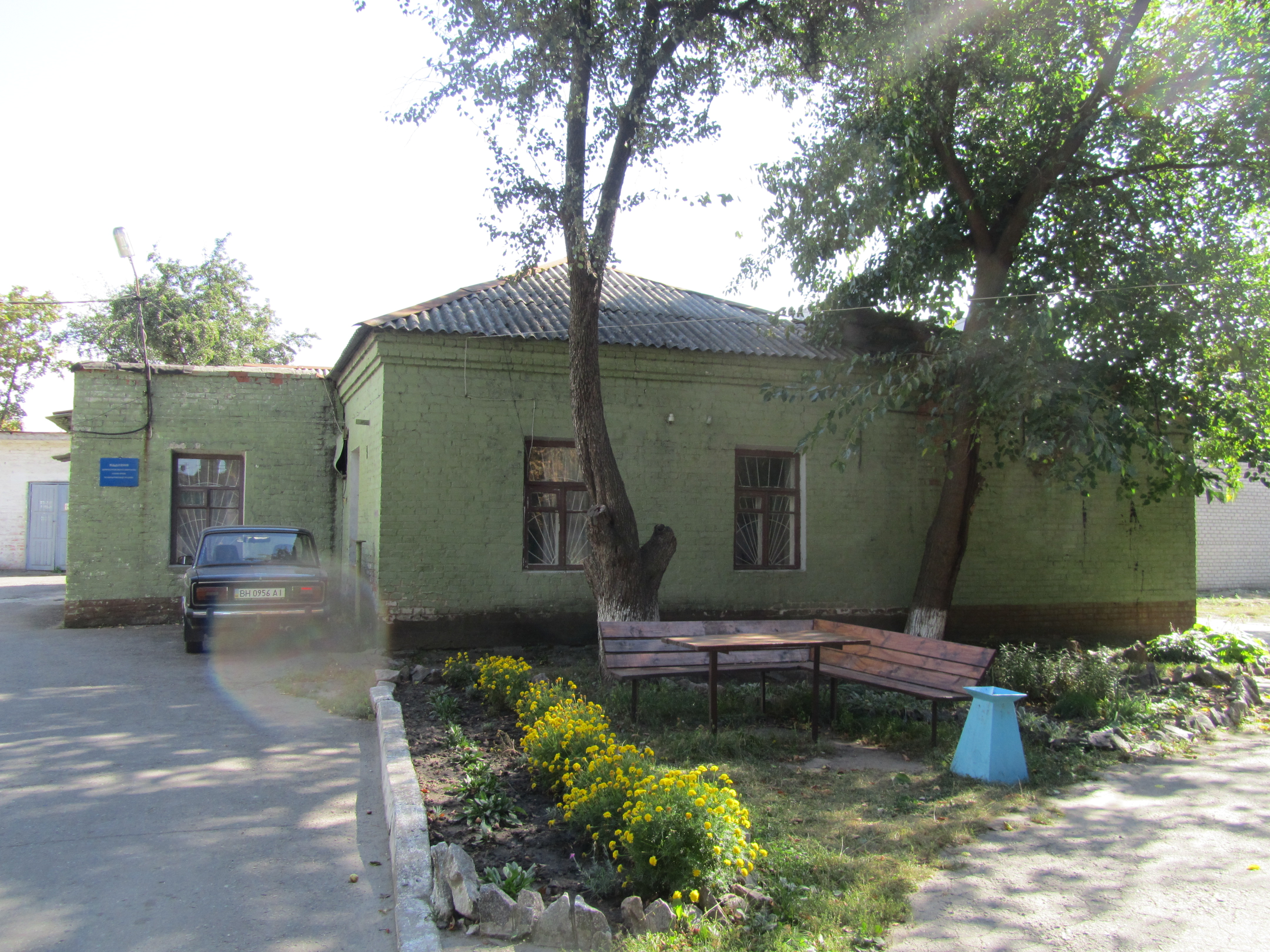
Відділення довгострокового зберігання клітин крові та карантинізації плазми

### Відділ заготівлі крові та її компонентів
Займається заготівлею донорської крові в стаціонарних умовах та на виїздах, первинним фракціонуванням донорської крові на компоненти, виготовленням відмитих еритроцитів, еритроцитної маси, збідненої лейкоцитатами та тромбоцитами, плазми. Структурним підроздвлом ВЗК є також  експедиція, де здійснюється зберігання трансфузійних середовищ відповідно до діючих інструкцій та цілодобове видавання їх в ЛПЗ. З 2002 року проводиться забір крові методом плазмоферезу.

### Відділ лабораторної діагностики та профілактики СНІДу та інших інфекцій, що передаються трансфузійним шляхом
В цій лабораторії здійснюється діагностика на ВІЛ-інфекції, гепатитів B, C та сифілісу методом імуноферментного аналізу (ІФА).

### Бактерологічна лабораторія
У функції входить контроль за стирильністю консервованої крові, її компонентів. Окрім того лабораторія здійснює санітарно-бактеріологічний контроль усіх етапів роботи щодо заготівлі крові, її компонентів , забезпечує протиепідемічний режим у структурних підрозділах станції.

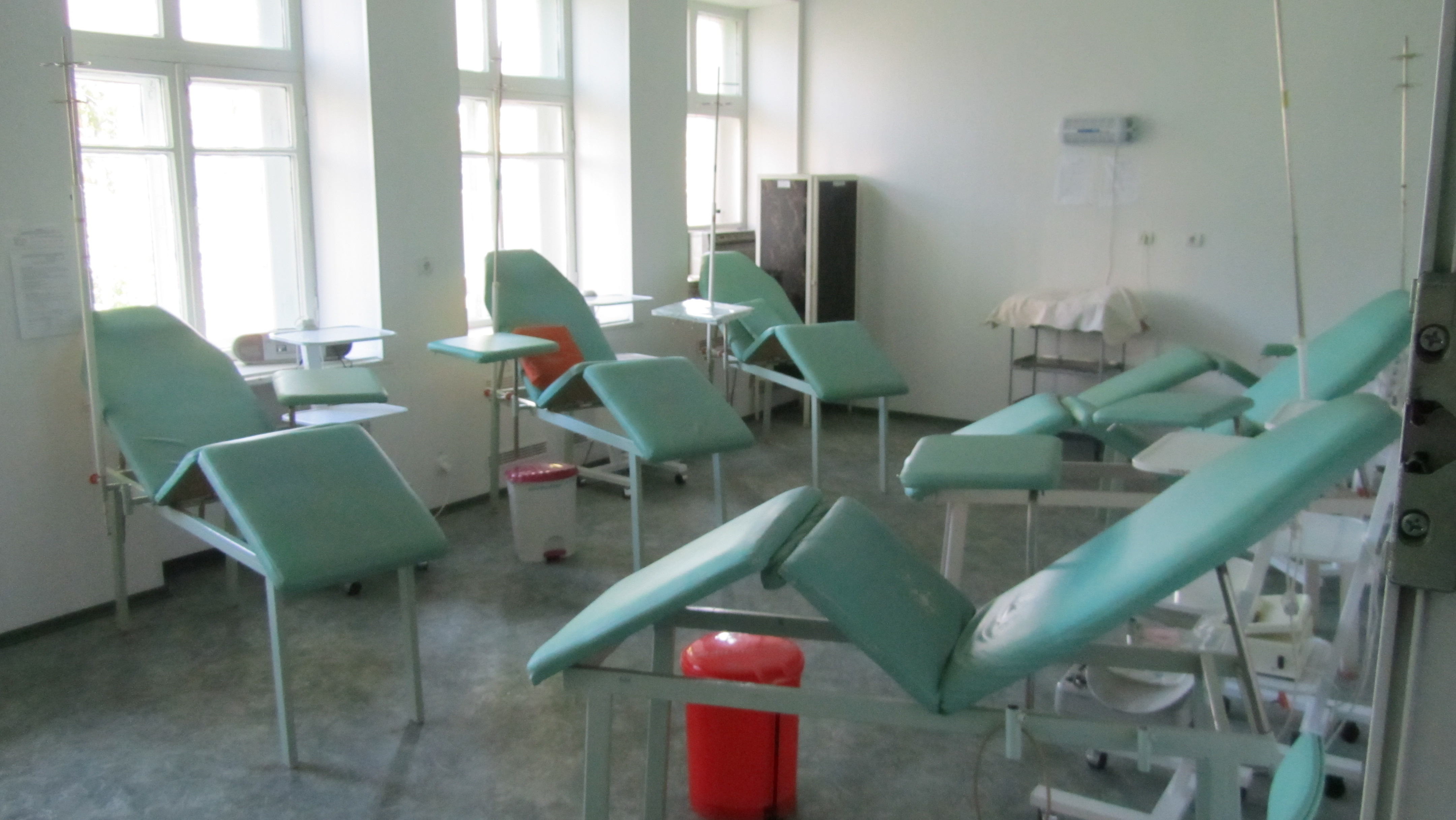
Кабінет забору крові

### Клініко-імунологічна лабораторія
Здійснює лабораторне обстеження донорів, апробацію донорської крові, виготовлення стандартних сироваток АВО  , індивідуальний підбір «донор-реципієнт», проведення прямої та непрямої проб КУМБСА, визначення фактору KELL.

### Відділ технічного контролю
Проводить контроль якості сировини, компонентів  крові,що виготовляються на СПК, контроль дотримання технологічних регламентів у підрозділах станції.

### Відділ комплектування донорських кадрів
Здійснює роботу з комплектування та медичного огляду донорів.

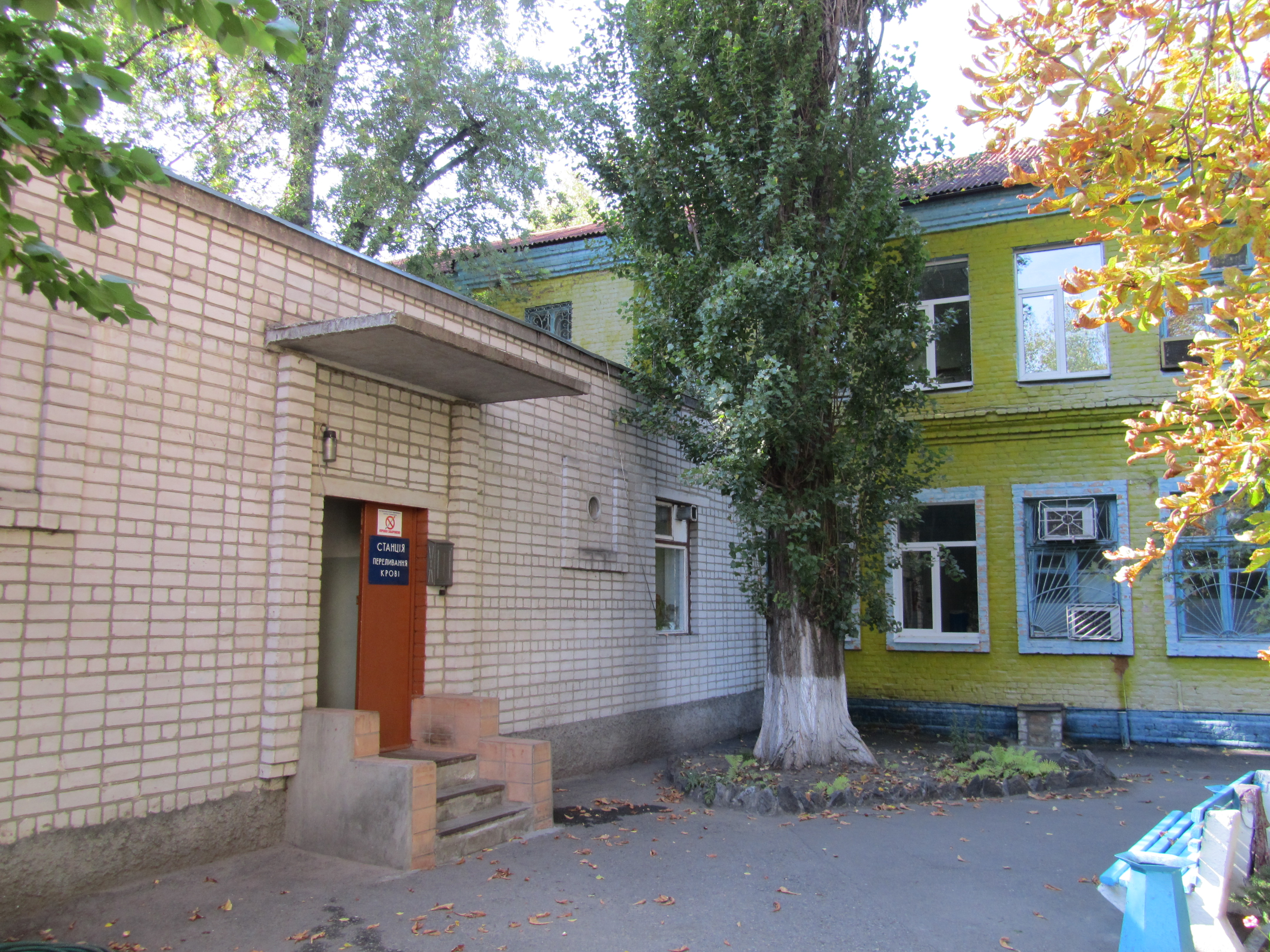
Внутрішній дворик

## Обладнання
На балансі станції знаходиться 180 одиниць обладнання. За останні рокі відсоток відновлення становить 20%. КОСПК має:
- більше 20 холодильників низькотемпературних типу ХНТ
- Запаювач магістралей стаціонарний
- автоматичний промивач «Washer»
- фотометр фірми «Солар-Україна»
- бінокулірнпий мікроскоп «Біофам»
- ID центрифуга для гелевой технології
- Випромінювачі каталітичні типу "Аеролайф","Фиолет"
- Рефрежираторна Центрифуга "ROTIXA"
- Аналізатор "Біогем"
- Міксер донорської крові автоматичний МДК-01 ДЕ
- Напівавтоматичний біохімічний аналізатор
- Гемоглобінометр фотометричний портативний АГФ-03/540-«Мінігем»
- Установка шокового заморожування ЗМПШ
- Центрифуга гематокритна СМ-70

## Продукція КОСПК
- Компоненти крові:
  - Еритроцити
  - свіжозаморожена плазма
  - концентрат тромбоцитів
  - відмиті еротроцити
  - Еритроцити з видаленим тромболейкоцитарним шаром
  - заморожена плазма
  - Еритроцити, збіднені на лейкоцити
  - Еритроцити, збіднені на лейкоцити, у додатковому розчині (завись еритроцитів)
  - кріопреципітат замороженний
  - Плазма, збіднена кріопреципітатом (кріосупернатантна плазма)
  - Стандартні сироватки:
  - системи АВО

Крім того, КОСПК забезпечує ЛПЗ полібіолніном, альбуміном.